# Anacolosa densiflora
Anacolosa densiflora är en tvåhjärtbladig växtart som beskrevs av Bedd. Anacolosa densiflora ingår i släktet Anacolosa och familjen Aptandraceae. Inga underarter finns listade i Catalogue of Life.